# 27309 Serenamccalla
27309 Serenamccalla este un asteroid din centura principală de asteroizi.

## Descriere
27309 Serenamccalla este un asteroid din centura principală de asteroizi. A fost descoperit pe 4 ianuarie 2000 la Socorro, New Mexico, în cadrul proiectului LINEAR. Asteroidul prezintă o orbită caracterizată de o semiaxă mare de 2,36 ua, o excentricitate de 0,13 și o înclinație de 5,3° în raport cu ecliptica.